# Юрсі (Естонія)
Юрсі (ест. Jursi) — село в Естонії, що розташоване на острові Сааремаа. Входить до складу волості Вальяла, повіту Сааремаа.